# 静岡県女子サッカーリーグ
静岡県女子サッカーリーグ（しずおかけんじょしサッカーリーグ）は、日本の静岡県に所在する女子（第5種）登録チームが参加する女子サッカーリーグである。日本全国の都道府県にある都道府県リーグのひとつであり、日本の女子サッカーリーグ編成において5部に相当する。1985年に設立された。

## 概要
リーグは2部で構成される。各リーグとも1回戦総当たりで行う。
- 1部（11チーム）
- 2部（7チーム）

### レギュレーション
- 試合時間は70分。ハーフタイムは10分。
- 各試合の登録人数は最大20人。選手交代は最大9人。
- 選手が7人未満になった場合、『0-6』のスコアで不戦敗とし、最終順位を4位降格とする。

### 昇格・降格について
- 1部優勝チームは東海リーグチャレンジ戦への参加権を得る。辞退した場合は3位まで繰り下げとなる。
- 1部10位は2部に自動降格。2部1位は1部に自動昇格。
- 1部9位と2部2位は入替戦を行う。引き分けの場合は1部9位が残留。
- 新たに本リーグに参加を希望するチームが複数いるなど各部のチーム数に過度な変動が生じる場合、必要に応じてチャレンジ戦と呼ばれるトーナメント戦を行う。チャレンジ資格は、静岡県サッカー協会の5つの支部（西部・中西部・中部・中東部・東部）でリーグ優勝もしくはそれに準ずる成績を残したチームとする[1]。

昇降格に関しては、東海女子リーグの昇降格数により変更がある。

## 所属クラブ（2023年度）

### 1部
- 清水第八プレアデス
- 清水FC女子
- 桐陽高校女子サッカー部
- アスルクラロ沼津ガールズU15
- 富士見FCガイア
- 島田プリンセス
- 静岡大成高校女子サッカー部
- FC Fujiメジェール
- 清流館高校女子サッカー部
- 東海大学付属静岡翔洋高校中等部女子サッカー部
- オレンジFC mishima

### 2部
- 磐田北高校女子サッカー部
- ラガッツァ焼津
- Fine静岡U-15
- T-Dream FC
- 静岡SSU Fukuroi FCレディース
- 藤枝西高校女子サッカー部
- 富士市立高校女子サッカー部

## 1部優勝クラブ
- 2003年（第19回）Honda FCレディース[2]
- 2004年（第20回）Honda FCレディース[3]
- 2005年（第21回）富士見FCエンジェルス[4]
- 2006年（第22回）ヤマハジュビロレディース[5]
- 2007年（第23回）桐陽高校女子サッカー部[6]
- 2008年（第24回）イカイFCレディース[7]
- 2009年（第25回）常葉学園橘高校女子サッカー部[8]
- 2010年（第26回）常葉学園橘高校女子サッカー部[9]
- 2011年（第27回）藤枝順心高校サッカー部[10]
- 2012年（第28回）常葉学園橘高校女子サッカー部[11]
- 2013年（第29回）桐陽高校女子サッカー部[12]
- 2014年（第30回）島田プリンセス[13]
- 2015年（第31回）藤枝順心SCブルー[14]
- 2016年（第32回）ルクレMYFC[15]
- 2017年（第33回）東海大学付属静岡翔洋高校女子サッカー部[16]
- 2018年（第34回）東海大学付属静岡翔洋高校中等部女子サッカー部[17]
- 2019年（第35回）アスレジーナ[18]
- 2020年（第36回）桐陽高校女子サッカー部[19][20]
- 2021年（第37回）清水FC女子
- 2022年（第38回）清水FC女子[21]
- 2023年 (第39回) 清水FC女子